# Crusoe (procesador)
Crusoe  es una familia de microprocesadores compatibles x86 fabricados por Transmeta. Utilizan una capa de abstracción de software o máquina virtual, conocida como Code Morphing Software (CMS) y que se ejecuta en un núcleo VLIW. CMS es la única aplicación escrita para la arquitectura VLIW nativa, y traduce el flujo entrante de instrucciones x86 a instrucciones VLIW.
En teoría, es posible modificar CMS para que maneje otros flujos de instrucciones (por ejemplo, para emular otros microprocesadores), si bien no parece que esto vaya a suceder, puesto que es probable que el hardware a utilizar ya haya sido optimizado para x86.
La adición de una capa de abstracción entre el flujo de instrucciones x86 y el hardware permite que la arquitectura cambie sin romper la compatibilidad x86, simplemente modificando CMS. Por ejemplo Efficeon, la segunda generación del Crusoe, tiene un núcleo VLIW de 256 bits, mientras que el de la primera era un VLIW de 128 bits.
Los Crusoe realizan mediante software algunas de las funciones clásicamente implementadas mediante hardware, como por ejemplo la reordenación de instrucciones. Esto resulta en un hardware más simple y con menos transistores. La relativa simplicidad del hardware hace que el Crusoe consuma menos energía (y por tanto disipe menos calor) que otros procesadores compatibles x86 que trabajan a la misma frecuencia de reloj.

## Productos
- Compaq

Compaq TC1000
Compaq T5515 Thin Client
- Fujitsu

Fujitsu LifeBook P1120
- NEC

NEC PowerMate Eco
NEC Versa DayLite/UltraLite
- Sharp

Sharp Active MM10/MM20
- TDV

TDV Vison V800XPT Tablet
- OQO

OQO Model 01 and 01+
- Sony

Sony PCG-U1